# 120098 Telmopievani
120098 Telmopievani este o planetă minoră (asteroid), cu un diametru de 3,477 km, din centura de asteroizi. A fost descoperită pe 10 martie 2003 la  de . 
Obiectul prezintă o orbită caracterizată de o semiaxă mare de 3,0121409866858 UAi, o excentricitate de 0,058509880253468, o înclinație de 9,6667766062285 ° în raport cu ecliptica.